# Michał de la Mars
Michał de la Mars, Michał Delamars (ur. 9 lipca 1668 w Krakowie, zm. 7 marca 1725) – polski duchowny rzymskokatolicki, biskup pomocniczy kamieniecki i chełmski, kantor chełmski, oficjał i archidiakon oraz proboszcz lubelski.

## Życiorys
4 lutego 1699 przyjął święcenia prezbiteriatu.
20 grudnia 1723 papież Innocenty XIII prekonizował go biskupem pomocniczym kamienieckim i chełmski oraz biskupem in partibus infidelium tricomskim. 28 stycznia 1725 przyjął sakrę biskupią z rąk biskupa krakowskiego Konstantego Felicjana Szaniawskiego. Współkonsekratorami byli biskup-elekt chełmski Jan Feliks Szaniawski oraz biskup pomocniczy poznański Bernard Gozdzki.
Krótko po otrzymaniu sakry, 7 marca 1725, zmarł. Pochowany został w podziemiach archikatedry św. Jana Chrzciciela i św. Jana Ewangelisty w Lublinie. Podczas prac archeologicznych w 2013 odnaleziono jego grób.